# Gerard Vultee
Gerard Freebairn Vultee (1900-1938) est un ingénieur aéronautique américain disparu. Parfois appelé à tort Gerald, Jerry Vultee fit ses premières armes avec John K. Northrop, auquel il succéda chez Lockheed avant de créer ses propres appareils dès 1931. Il disparut accidentellement en janvier 1938, deux mois à peine après la création de Vultee Aircraft. 

## Biographie
Né à Brooklyn, Jerry quitta New York en 1912, sa famille allant s’installer à Ocean Park, en Californie. Après avoir fréquenté l’École Supérieure Polytechnique de Los Angeles, il suivit les cours d’aéronautique et d’aérodynamique au California Institute of Technology  de 1921 à 1923, réalisant un avion complet comme projet de fin d’étude. À sa sortie de Caltech, il fut recruté comme ingénieur structure par Douglas Aircraft. Il devint alors assistant de John K. Northrop, qu’il suivit quand Northrop devient ingénieur en chef chez Lockheed Aircraft Corporation puis le remplaça en juin 1928. Après avoir amélioré le Lockheed Vega, il dessina le Sirius et supervisa les premières adaptations du capot NACA sur avions commerciaux.
Après la faillite de Detroit Aircraft Corporation, qui avait racheté Lockheed en 1929, il enseigna brièvement au Curtiss-Wright Technical Institute de Glendale et accepta le poste d’ingénieur en chef chez Emsco Aircraft, poste dont il démissionna en septembre 1931.
En 1930, Jerry Vultee travaillait chez Detroit Aircraft sur un projet de monoplan à aile basse entièrement métallique de transport de passagers monomoteur, dessiné avec Vance Breese. Pour réaliser ce projet, il se rapprocha d’Errett Lobban Cord, propriétaire de plusieurs entreprises de construction mécanique dont Lycoming Motors, mais aussi de Stinson Aircraft Company et les compagnies aériennes Century Air Lines de Chicago et Century Pacific Lines de San Francisco. Cord vit dans le projet le moyen de remplacer ses trimoteurs Stinson par un appareil rapide et plus moderne et investit 50 000 U$D à la création d’Airplane Development Corporation. Créée le 26 janvier 1932 comme une filiale de Cord Corporation, ADC s’installa dans le hangar privé de Cord au United Airport de Burbank avant de transférer ses activités dès juin dans le hangar de la Century Pacific au Grand Central Air Terminal de Glendale. Le prototype du Vultee V-1 prit l’air le 19 février 1933 et 27 exemplaires furent construits, presque tous livrés à American Airways dont Cord avait entre-temps pris le contrôle. 
En 1934, ADC devint une division d’Aviation Manufacturing Corporation, filiale d’Aviation Corporation of Delaware (AVCO) qui était aussi la maison-mère d’American Airways. Jerry Vultee ajouta les fonctions de vice-président à celles d’ingénieur en chef et épousa le 19 janvier 1935 Sylvia Parker, actrice débutante à Hollywood. 
À la même époque, la CAA décida d'interdire l’utilisation d’avions monomoteurs sur les lignes commerciales. Heureusement Jerry Vultee travaillait déjà sur un bombardier léger dérivé du V1, le V-11, dont le prototype fit son premier vol le 17 septembre 1935. Le lendemain, le V11 s’écrasa au décollage à Mines Field, Los Angeles, tuant les deux hommes se trouvant à bord. Un second prototype était heureusement en cours d’achèvement et prit l’air le 9 octobre suivant. 30 exemplaires furent vendus à la Chine et 40 à la Turquie, cet appareil étant également testé par l’URSS et l’USAAC comme Vultee A-19. Les dérivés ultérieurs eurent moins de succès, malgré une nouvelle commande de 26 exemplaires par la Chine qui tenta également de produire sous licence 52 V-12D.
Les locaux de Glendale ne permettant pas de produire un nombre important d’appareils, Vultee décida en juin 1936 de transférer ses activités dans l’ancienne usine Emsco Aircraft de Downey. Disposant d’une piste en dur, elle fut rebaptisée Vultee Field et en novembre 1937 fut créé Vultee Aircraft, toujours division d’American Manufacturing Corp.
En janvier 1938 le couple Vultee entreprit une tournée de promotion sur la côte est des États-Unis afin de tenter de convaincre l’Air Corps d’acheter le V11-GB. Le couple voyageait à bord d’un Stinson Reliant piloté par Jerry Vultee lui-même. Sur la route du retour ils furent pris dans une tempête de neige peu après leur décollage de Winslow, en Arizona, le 29 janvier. On retrouva les corps deux jours plus tard près de Flagstaff, leur appareil s’étant écrasé sur les pentes du Mont Wilson. 
Devenue Vultee Aircraft Inc le 14 novembre 1939, la firme de Glendale se fondit dans Consolidated-Vultee Aircraft Corp en 1943.

## Sources
1. ↑  Davis-Monthan Airfield Register.
2. ↑  René J. Francillon p.10.
3. ↑  René J. Francillon p.95.
4. ↑  John Wegg p.148
5. ↑  John Wegg p.149.